# Teodora (supruga Romana I)
Avgusta Teodora (grčki Θεοδώρα [θjo'ðora]) (? – 20. februar 922) bila je vizantijska carica, čiji je muž bio car Roman I Lakapin.

## Biografija
Nije poznato kada je Teodora rođena niti ko su joj bili roditelji. Udala se za admirala Romana Lakapina, kojem je rodila barem trojicu sinova i dvije ćerke, od kojih se jedna, imenom Jelena, 919. udala za vizantijskog cara Konstantina VII. Roman je nakon venčanja postao regent i basileopatōr. 17. decembra 920, Roman je postao Konstantinov savladar, dok je Teodora postala avgusta u januaru 921. Umrla je 20. februara 922.

## Teodorina deca
Deca carice Teodore i njezinog muža:
- Hristofor Lakapin? – očev savladar
- Stefan Lakapin – očev savladar
- Konstantin Lakapin – očev savladar
- Teofilakt Lakapin – patrijarh Konstantinopolja
- Jelena Lakapina – vizantijska carica te majka cara Romana II i carice Teodore
- Agata Lakapina – baka cara Romana III Argira